# Cerkiew Narodzenia Najświętszej Maryi Panny w Grzęsce
Cerkiew Narodzenia Najświętszej Maryi Panny w Grzęsce – była drewniana filialna cerkiew greckokatolicka w Grzęsce, spalona w 1944 roku. 

## Historia
Pierwsza wzmianka o cerkwi w Grzęsce pochodzi z 1515 roku, gdy już od jakiegoś czasu istniała parochia. W 1624 roku cerkiew została zniszczona przez najazd tatarski. W 1636 roku zbudowano kolejną cerkiew pw. Narodzenia Najświętszej Maryi Panny, z fundacji Stanisława Lubomirskiego. 
W czasie reform józefińskich w Galicji, parochia greckokatolicka została zlikwidowana, a cerkiew stała się cerkwią filialną parochii w Mirocinie i należała do nowo utworzonego dekanatu kańczuckiego. W 1820 roku zbudowano kolejną cerkiew drewnianą, która w 1894 roku była remontowana.  W 1830 roku w Grzęsce było 202 wiernych. W 1905 roku w Grzęsce było 102 wiernych.
W cerkwi tej ks. Tadeusz Kamiński proboszcz z Mirocina modlił się o zwycięstwo dla niemieckiego okupanta, a w 1940 roku w czasie bitwy o Anglię modlił się o zwycięstwo nad Aliantami. 10 czerwca 1944 roku cerkiew została spalona przez członków Narodowej Organizacji Wojskowej, w ramach akcji „Odwet”, ażeby ks. Kamiński nie modlił się za okupanta.
5 sierpnia 1944 roku ks. Tadeusz Kamiński został zastrzelony pod Krzeczowicami.